# William Green Building
El William Green Building es un rascacielos de 33 pisos y 160 m situado en Columbus, la capital del estado de Ohio (Estados Unidos). Fue construido de 1987 a 1990 y se concluyó el 8 de junio de 1988. Es el tercer edificio más alto de Columbus, el más alto construido en la ciudad en la década de 1990 y el octavo edificio más alto del estado en la actualidad. El ala de poca altura que se extiende hasta North High Street está construida en el antiguo emplazamiento del Hotel Chittenden.
Alberga las oficinas de la Oficina de Compensación para Trabajadores de Ohio.